# Non-recours en France
En droit, la notion de « non-recours », ou de « non-demande », renvoie aux personnes qui ne peuvent pas faire valoir leurs droits en raison de différents obstacles. Le Pacte international relatif aux droits économiques, sociaux et culturels de l'Organisation des Nations unies (ONU) comprend dans son article 15, le droit progressif de bénéficier du progrès scientifique et de ses applications. En France, depuis la généralisation de la dématérialisation, l’accès aux droits, en particulier pour les personnes en situation précaire, s'est complexifié.

## Définition
Selon l'Observatoire des non-recours aux droits et services (Odenore), un organisme public français dont les recherches en sciences humaines et sociales sont consacrées à ce sujet :
« La question du non-recours renvoie à toute personne qui ne reçoit pas — quelle qu'en soit la raison — une prestation ou un service auquel elle pourrait prétendre. »

## Exemples
Environ 50% des personnes éligibles au minimum vieillesse n'y recourent pas, et le taux est de 34% pour le revenu de solidarité active et de 30% pour l'assurance chômage,.

### Abrogation de la taxe d'habitation
La suppression de la taxe d'habitation entraîne, en 2023 pour le Ministère de l'Économie et des Finances, une problématique d'identification de l'adresse postale des bénéficiaires du chèque énergie, par ailleurs identifiés avec leur revenu fiscal de référence. Cette suppression entraîne l'accroissement du non-recours. Le versement direct de cette aide n'étant plus automatique, un million de nouveaux bénéficiaires potentiels doivent entreprendre une démarche d’inscription sur une plateforme en ligne. 120 000 nouvelles demandes sont enregistrées aboutissants à seulement 32 000 chèques versés. Un phénomène de sous-recours massif bien connu des associations de lutte contre la pauvreté.

## Causes
- Si vous ne connaissez pas le sujet, laissez ce bandeau (vous pouvez alors contacter les auteurs).
- Si vous supprimez le contenu mis en cause (vous pouvez préalablement contacter les auteurs),

argumentez précisément cette suppression dans la page de discussion
(un manque de référence n'est pas un argument ; une recherche réelle de référence doit avoir été effectuée, être formellement documentée).

### La non-connaissance
Selon l’Odenore, le non-recours par non-connaissance se produit lorsqu'un individu est éligible à une prestation sociale, mais n’y a pas accès à cause d'un manque d'information. Cette absence d'information peut se traduire par la mauvaise promotion d'une prestation sociale par un organisme, la non-connaissance due à l’ignorance ou à la méconnaissance de l'existence des dispositifs d’une aide sociale. Elle peut aussi être liée à une mauvaise compréhension des règles d’une allocation, comme le fait, par exemple, de ne pas savoir si l'on est éligible, ou de ne pas connaitre les lieux auxquels s'adresser pour demander ses aides et prestations sociales. 

#### Les variables qui jouent sur la non-connaissance
Selon la direction de la Recherche, des Études, de l'Évaluation et des Statistiques (Drees), la non-connaissance est l'une des principales causes de non-recours. Cependant, des différences majeures apparaissent selon les prestations : par exemple, 90 % de la population françaises connait des prestations sociales telles que les allocations familiales, les aides au logement, le RSA, ou la CMU-C alors que plus d’une personne sur deux ignore l'aide au paiement d'une complémentaire santé ou l'Aide Médicale d’Etat (AME). 
La bonne connaissance d’une prestation pourrait s’expliquer par le nombre d’individus qui la touchent. Ainsi, « les allocations familiales, perçues par 4,9 millions de ménages en 2014, constituent en effet la prestation la plus connue, à l’opposé de l’AME, attribuée cette même année à 0,3 million de personnes ». L’ancienneté d’une allocation est un facteur qui peut également jouer sur sa connaissance auprès du public. L’aide au logement ou les allocations familiales sont celles que les individus déclarent le mieux connaître dans les enquêtes statiques de la Drees, ce sont également les plus anciennes prestations qui sont proposées dans les enquêtes de la Drees.
Toujours selon l’enquête statistiques de la Drees, la connaissance d’une prestation sociale varie parfois selon différents facteurs comme le sexe, l’âge ou le diplôme ; autant de variables qui démontrent que la connaissance d’une allocation peut être inégale selon les groupes sociaux. Prenons d’abord l’exemple des allocations familiales. La proportion d’hommes qui déclarent connaître précisément à qui est destinée cette allocation est inférieure de 6 % au taux moyen (69 %), les femmes semblent être mieux informées car elles obtiennent des taux supérieur de 6 % au taux moyen. Ce sont les individus les plus jeunes qui déclarent ne pas connaître précisément qui bénéficie des allocations familiales. Les personnes interrogées âgées entre 16 et 29 ans obtiennent des taux inférieurs de 15 % au taux moyen alors que la proportion d’individus âgés entre 40 et 49 ans déclarant savoir à qui s’adresse la prestation est supérieur de 8 % au taux moyen. Les personnes sans diplôme sont aussi celles qui connaissent le moins cette allocation puisque cette proportion d’individu déclarant connaître les destinataires de cette aide est inférieure de 6 % au taux moyen, alors qu’elle est seulement inférieure de 1 % chez les individus qui ont un diplôme supérieur au baccalauréat. Le lieu d’habitation peut aussi influencer la connaissance de ces aides. Par exemple le RSA est mieux connu dans l’agglomération parisienne que dans les zones rurales. L’enquête de la Drees démontre que la proportion des habitants de l’agglomération parisienne sachant précisément qui bénéficie du Revenu de solidarité active (RSA) est supérieure de 8 % au taux moyen, alors qu’en zone rurale cette proportion d’individus est inférieure de 5 % au taux moyen. 
D’après l'Odenore, il existe également une non-connaissance qui provient non pas du bénéficiaire potentiel de l'aide mais des agents des organismes prestataires chargés de l'attribuer ou des travailleurs sociaux. C'est ce que l'on appelle le non recours par non proposition.
Ceci constitue d'ailleurs un indicateur signifiant des carences de la mise en œuvre de l'aide publique. Les dispositifs d'aide et les organismes chargés de les distribuer sont si nombreux que les professionnels du secteur eux-mêmes se retrouvent perdus dans ce qui ressemble à une véritable nébuleuse.

### La non-demande
La non-demande se définit par le fait qu'un potentiel bénéficiaire d’offres sociales ne recourt pas à ses droits par choix personnel ou à la suite des contraintes qu’impliquent cette demande.

#### Conséquences de la complexité administrative
La complexité administrative est l’une des causes principales du non-recours, elle s'observe lorsqu'un usager des services publics est en butte à des difficultés lors du processus administratif lié à un événement donné comme un déménagement, le décès d'un des deux époux, la naissance d'un enfant, la retraite, une période de chômage, et caetera. Cette complexité peut être due, par exemple, à des difficultés d'usage informatique, à une demande de documents trop complexe, à des formulaires difficilement compréhensibles par tous, à des erreurs ou incohérences de la part des services administratifs qui peuvent se renvoyer la balle selon un « jeu de ping-pong » observé par Julien Damon sur la « question SDF ». Une étude menée auprès de 11 000 usagers des services publics révèle qu’un usager sur cinq juge « très ou assez compliquées » ses interactions lors de ses démarches administratives. Le manque de récurrence et l’impossibilité d’anticipation d’un événement tendent à accentuer la complexité perçue. Cette dernière décourage les bénéficiaires potentiels de solliciter des aides sociales et peut mener à la non-demande ou à l’abandon de la demande. Dans ce contexte, « deux attentes prioritaires sont exprimées [par les usagers] : la réactivité et la réduction des délais, et la baisse du nombre de document à fournir pour la constitution d’un dossier.
Le témoignage suivant illustre la perception de cette complexité lors de deux situations de vie combinées : « Mon mari est décédé. Puis ils m’ont retiré ma retraite parce que je n’avais pas suffisamment cotisé, évidemment je n’avais qu’une petite retraite. Et lui ce qu’il a cotisé, ça s’est perdu ou je ne sais pas ce qu’ils ont fait, enfin j’en sais rien, elle [l’agent administratif] m’a dit qu’elle s’en fichait. Qu’est-ce que vous voulez faire ? On vous dit ça, moi j’étais perdue parce que mon mari venait de mourir. J’étais vraiment désespérée, voyez. Et j’ai laissé tomber, il aurait fallu que quelqu’un m’accompagne, que quelqu’un s’en occupe, vous voyez. Je ne savais pas ». Les conséquences de la complexité des démarches administratives sur le non-recours des usagers sont au cœur du film de Ken Loach, Moi, Daniel Blake.

#### Les représentations sociales: un vecteur de non-demande
Pour comprendre le concept de non-demande, il est important d'observer ce phénomène sous l'angle des représentations sociales. Les représentations sociales relèvent d’un savoir pratique socialement construit et que l’individu mobilise pour partager une vision commune de la réalité, penser un « ensemble social », la diversité des relations sociales et amènent à entrevoir la pluralité des perceptions de la réalité.  

##### La non-demande par stigmatisation
Nous[style à revoir] pouvons analyser les pratiques de non-demande liées à des perceptions de l'individu sur lui-même. Dans une étude sur le non-recours au RSA, Philippe Warin qualifie une partie de la non-demande (2 %) comme relevant d'un non-intérêt ; dans ce type de non-demande, une personne sur deux reconnaît ne pas être intéressée par l'aide sociale, pour ne pas être perçue comme « assistées », la situation de non-demande étant dans ce cas liée à l’appréhension d’être stigmatisé. Ces processus de stigmatisation sont rendus possibles par de nombreux facteurs tels que le phénomène de « dualisation de la société » qui marque une distinction entre ceux qui travaillent et ceux qui ne travaillent pas. Le ciblage des politiques sociales visant à déterminer des populations précises dans l’attribution d’aides, renforce aussi les effets de stigmatisation. Philippe Warin évoque les « frontières mentales » comme une des conséquences des effets de la stigmatisation liés au ciblage ; cette notion définissant un mécanisme psychique instituant une barrière chez l’individu le poussant à rejeter les prestations sociales qui lui sont proposées et les institutions rattachées à celles-ci. Cette notion se rapproche du concept de « représentations sociales », dans le sens où l’individu est influencé par sa vision du monde dans ses « logiques d’action », comme par exemple dans le cas de la non-demande.

##### Déficit de confiance
La perception est un frein majeur aux demandes de prestation. Il en existe plusieurs. Ainsi, la perception que les individus ont des intervenants sociaux – les personnes travaillant dans/pour des institutions, des organismes ou des associations, et qui sont généralement les premiers contacts qui s’imposent à l’individu –  peut conduire à de la non-demande, comme l’illustre cet exemple : « Bah, je sais pas comment vous expliquer en fait, j’ai l’impression de … C’est comme si je parlais à un mur en fait. Je sais pas comment vous expliquer (rires). C’est comme vous voyez dans les films, “oui... oui … très bien … oui … je vous écoute … ”(rires). Bah là j’avais un psy qui parlait avec moi, mais … Il y a pas le, en fait on dirait que c’est pas sincère, tu sais au niveau de la personne qui est en face de toi, elle te pose des questions pour savoir ta vie, mais en fait on dirait que derrière elle s’en fout complètement, c’est juste son travail et … Tu sens que c’est pas, que c’est pas sincère, que … C’est pas évident d'étaler sa vie en fait … », (Camille, 20 ans, CHRS zone rurale). Cet exemple montre que, de l’expérience, peut découler un jugement négatif envers le personnel aidant qui constitue la cause de non demande.

##### Représentations sociales et institutions
La défiance observée chez le non-demandeur auprès des professionnels peut parfois prendre source dans une vision négative des institutions chargées de l’accès au droit et de la distribution des aides sociales. Arnaud Béal, chercheur en psychologie sociale, a mené une enquête à partir d’entretiens auprès des usagers des boutiques de droit et des maisons de la justice et du droit de la Métropole lyonnaise. Il dégage plusieurs facteurs du non recours face à l'appareil judiciaire. Une des raisons majeures évoquées est issue d'une vision négative des institutions judiciaires dans le sens commun. En effet, dans le cadre de cette enquête 43,8% des personnes interrogées, évoquent de « la défiance à l’égard de l’appareil judiciaire, désignant des pratiques institutionnelles arbitraires et une certaine crainte à son égard ». L’auteur démontre notamment que les logiques aboutissant à la non-demande peuvent tenir à d’autres types de représentations telles que la perception d’une justice jugée comme exclusivement punitive ou encore l’idéalisation d’une institution perçue comme trop impressionnante pour s'y adresser. Néanmoins, si les représentations sociales peuvent conduire l’individu à s’éloigner des institutions, elles peuvent aussi l’en rapprocher : « Le partage social, ou le fait de communiquer avec autrui sur sa situation, apparaît être un facteur décisif dans le déclenchement du recours ».

##### Critique de «l’État social actif»
La non-demande peut être porteuse d’une charge critique envers les gouvernants et les manières dont les politiques sociales sont définies. La non demande résulte d’une méfiance développée par les individus, dans la mesure où les actions et discours politiques ne sont plus considérés. Ainsi, le désintérêt et les critiques de « l’État social actif » se multiplient. Philippe Warin rend compte de cette idée en écrivant : « Ces non-recourants attendaient avant tout des pouvoirs publics une politique des salaires qui leur permette de vivre dignement de leur travail […]. Ils préféraient se passer de l’argent du RSA activité plutôt que de soumettre au principe d’un dispositif qui institutionnalise la catégorie de travailleurs pauvres et le précariat comme condition socialement acceptable dès lors qu’il donne lieu à des dispositifs de compensation financière ».

### La non-réception
Selon l’Odenore, le non-recours par non-réception est le fait qu’une « personne éligible à un droit, le demande mais ne le reçoit pas ou n’en reçoit qu’une partie ». Ces chercheurs l’expliquent par un « abandon de la demande », une « non adhésion à la proposition », un « arrangement avec le prestataire », une « inattention aux procédures », un « dysfonctionnement du service prestataire » et/ou une « discrimination ». 

#### Abandon de la demande
Il y a de nombreuses raisons à l’abandon d’une demande de droit, il peut s’agir du temps de prise en charge avant réception du droit qui semble long ou d’une pression administrative. On peut citer pour exemple, la demande de passage d’un titre de séjour étudiant à un titre de séjour salarié : « Le temps de faire des procédures longues, le patron trouve quelqu’un d’autre » explique l’une des personnes entretenues durant l’enquête. Les auteurs de l’article donnent pour explication que « la longueur de la procédure constitue un obstacle […]. Le simple enregistrement de la demande engendre d’emblée d’importants délais » (NB : l’abandon de la demande n’est pas à confondre avec la non-demande car dans ce dernier cas la demande n’est pas faite).

#### Non adhésion à la proposition
Il s’agit là d’une personne qui bénéficie d’un droit et qui le reçoit mais qui n’accepte pas ou plus la manière dont celui-ci est proposé. Le cas du non-recours à l’Aide pour personnes âgées illustre cette définition par le « manque de qualité de l’aide fournie. La critique de la qualité de l’intervention peut venir à la fois de la personne âgée aidée ou de l’aidant (le conjoint ou le descendant). Le résultat est que la personne âgée sort du dispositif ». Ici la personne a bénéficié du droit, est allée au bout de la demande et peut en profiter mais n’adhère pas aux services proposés, elle peut décider de ne plus le recevoir ou de le recevoir partiellement.

#### Dysfonctionnement et arrangement
La personne qui demande un droit trouve un autre moyen pour répondre à son besoin, il peut s’agir parfois d’une solution trouvée à la suite d’un dysfonctionnement. Par exemple, dans un article d’Arnaud Béal et Nicolas Chambon les cliniciens responsables des personnes allophones décident de ne plus recourir à un interprète après avoir noté que cela entraîne des difficultés dans la compréhension entre leurs patients et eux-mêmes (présence d’un tiers, difficulté à saisir vraiment ce que le patient veut). Le clinicien va donc choisir de communiquer autrement avec le patient par certains arrangements (signe, dessin, image, application de traduction). 

#### Inattention aux procédures
Il s’agit ici d’un individu qui fait une demande de droit qui n’aboutit pas en raison d’une inattention aux procédures (par non habitude, oubli, manque de connaissance ou de temps). Par exemple, dans un article sur les soins prénatals au Burkina Faso, il est décrit comment certaines femmes Burkinabè de classe populaire ne vont finalement que très peu consulter notamment car elles ne connaissent pas leurs calendriers prénatals.

#### Discriminations
Une personne demande un droit mais ne le reçoit pas, mal ou en partie pour cause de discriminations diverses. Marianne Cornu Pauchet donne un exemple de ces discriminations dans le cas de l’accès aux soins : « Pour les bénéficiaires de la CMU-C […], la notion de discrimination renvoie au terme de « refus de soins » […], comportement par lequel le professionnel de santé refuse d’offrir au bénéficiaire les prestations de santé dans des conditions de délai et de qualité identiques à celles proposées à tout autre assuré. »

### Le non-recours comme problème public

#### Opinions politiques sur le non-recours
Le non-recours occupe une place importante dans le débat et dans les engagements politiques, il fait l’objet de débats et de controverses dans une « arène publique ». Plusieurs faits peuvent témoigner de ces débats et cette controverse, comme par exemple les élections présidentielles de 2017 qui ont engendré quelques propositions de la part des différents candidats concernant le non-recours. En résumé, une large partie de la gauche se place plutôt dans l’optique que le non-recours est trop présent et qu’il faut lutter contre ce fléau. A contrario, les adeptes de la pensée libérale préfèrent adopter l’idée que les aides sociales sont trop perçues par certains individus et problématisent le terme de « fraude ». Ainsi, selon cette théorie, il faut limiter les prestations sociales afin d’engranger des économies et mieux utiliser l’argent public. Cependant, selon une enquête de Céline Mouzon le taux de non-recours est bien plus élevé que celui de la fraude. L’auteure se penche sur le taux de non-recours au RSA-activité mais aussi sur celui de la CMU et de la CMU-C qui représentent à elles trois 5,8 milliards à 6,6 milliards d’euro. Un montant bien plus important que celui de la fraude estimée par la sécurité sociale, en 2012, à 290,56 millions d’euro. 
En 2018, le gouvernement annonce la mise en place d’un revenu universel d'activité. Agnès Buzyn explique les motivations à l’origine de sa création : « La multitude de guichets qui aboutissent à un non-recours au droit » et compare notamment l’accès au droit à un « sport de combat ». Le revenu universel d'activité a pour but de centraliser les différentes aides sociales pour faciliter l’accès aux droits sociaux sous forme d’« une allocation unique qui va évoluer en fonction du revenu des gens. »

#### Différents types de réponse apportées au non-recours
Le non-recours bien qu’important en France n’est pas laissé sans solution. En effet de nombreuses institutions s’organisent pour lutter à des échelles différentes contre le non-recours. La démarche la plus flagrante à l’échelle nationale est le site mesdroitssociaux.gouv lancé en 2017. Créé sous la responsabilité du ministère de la Santé et de la Solidarité, il vise à « faciliter l’accès aux droits sociaux en offrant un point d’entrée unique pour l’usager et à lutter ainsi contre les multiples situations de non-recours aux prestations sociales ». Mis à jour le 28 juin 2018, ce site internet a vocation de faciliter l’accès aux droits sociaux de la population en permettant par exemple de faire des simulations de droits, de contacter directement les organismes, de s’informer sur les différents droits et de faire ses démarches en ligne. Même si ce site peut représenter une avancée certaine dans l’extension de l’accès aux droits il est encore mis en doute quand on le confronte à la « fracture numérique » tant générationnelle, qu’économique et culturelle.
Mais l’échelle nationale n’est pas la seule échelle de lutte contre le non-recours. Le projet PLANIR (Plan d’Accompagnement du non-recours, des incompréhensions et des ruptures) illustre la lutte contre le non-recours à différentes échelles. Ce projet a été lancé à un niveau local en 2012 par plusieurs responsables de Caisse primaire d'assurance maladie (CPAM) qui ont réalisé le même constat de non-recours et qui ont décidé de s’organiser dans avec pour objectif de préserver les buts originels de l’assurance maladie : maintenir « le lien et la cohésion sociale ». L’enquête menée sur le terrain est basée sur la méthode de la preuve par expérimentation avec un travail sur archives et dossiers pour comprendre pourquoi certains dossiers n’aboutissaient pas. Dès l’année suivante la COG (Convention d’Objectif Gestion) de la CPAM prend en compte les résultats du plan PLANIR dans ses résolutions annuelles. Le plan à la base local est appliqué à chaque CPAM à un niveau national dans le but d’uniformiser la lutte contre le non-recours : former mieux les équipes aux problématiques rencontrées, « une meilleure écoute et une meilleure gestion » des dossiers et des relances sont prescrits aux organismes. Certaines de ces mesures peuvent paraître abstraites et il faudra attendre de voir si elles ont un réel impact.